# Guzzini Challenger 2006
Il Guzzini Challenger 2006 è stato un torneo di tennis facente parte della categoria ATP Challenger Series nell'ambito dell'ATP Challenger Series 2006. Il torneo si è giocato a Recanati in Italia dal 24 luglio 2006 su campi in Cemento.

## Vincitori

### Singolare
Davide Sanguinetti ha battuto in finale  Simone Bolelli che si è ritirato sul punteggio di 6–4, 3-0

### Doppio
Simone Bolelli /  Davide Sanguinetti hanno battuto in finale  Sebastian Rieschick /  Viktor Troicki con il punteggio di 6–1, 3–6, [10-4]